# Niagara (Bellewaerde)
Niagara is een attractie van het type Shoot-the-Chute in het Belgische dieren- en attractiepark Bellewaerde.

## Geschiedenis
De attractie werd in 1995 geopend  en werd gebouwd door de firma Interlink. Bij de opening van de attractie kon Bellewaerde met trots zeggen eigenaar te zijn van de hoogste splash in Europa.

## Attractie
De attractie heeft 4 boten, waarvan er zich maximaal 3 tegelijk in de vaargeul bevinden. Een boot biedt plaats aan 20 personen (5 rijen van 4). De attractie is vrij toegankelijk vanaf 120 centimeter, tussen de 90 en 120 centimeter is begeleiding door een volwassene vereist.
Vroeger had een van de boten een plexiglazen dak, zodat men ook de keuze had om niet nat te worden. Tegenwoordig zijn enkel nog open boten beschikbaar. Met Halloween echter is er ook een boot in omloop met een niet doorzichtig dak, maar buiten de halloweenperiode wordt deze niet gebruikt.

## Omstaanders
Deze attractie kan bezoekers echter nog veel natter maken als ze niet in een bootje zitten. Na de drop veroorzaken de boten een grote golf, die recht op een brug afkomt die over de vaargeul van de boten gebouwd is. Wanneer men hier gaat staan op het moment dat er een boot aankomt, wordt men veel natter dan iemand die in de boot zelf zit. Op deze brug is ook een glazen wand waarachter geschuild kan worden om het effect van deze afkomende golf te kunnen ervaren en toch droog te blijven.
Afbeeldingen